# Семёнов, Николай Николаевич (губернатор)
Николай Николаевич Семёнов (1796—1875) — вице-губернатор Минской губернии, вятский гражданский губернатор. Действительный статский советник.

## Биография
Родился в семье отставного секунд-майора Николая Петровича Семёнова 27 января (7 февраля) 1796 года в родовой усадьбе Рязанка, возле Урусово Раненбургского уезда Рязанской губернии (ныне Чаплыгинский район Липецкой области). Имел брата Петра.
В возрасте 10 лет был определён во 2-й кадетский корпус, который из-за слабого здоровья оставил через 5 лет. Однако затем определился в военную службу подпрапорщиком и с 1815 по 1826 год находился в лейб-гвардии Измайловском полку, откуда по болезни уволился в чине капитана; в день восстания декабристов 14 декабря 1825 года «находился во фронте против мятежников».
В мае 1827 года занял должность директора Рязанской губернской мужской гимназии и одновременно директора народных училищ Рязанской губернии. При нём в 1842 году гимназия в числе трёх других учебных заведений Российской империи получила право выпускать своих учеников в университет без дополнительных экзаменов.
В 1845 году вышел в отставку с должности директора с причислением к Министерству внутренних дел. Ему был поручен осмотр училищ для детей канцелярских служащих, приказов общественного призрения и запасных магазинов, исследования городского хозяйства в городах России (1846—1848). Затем он был прикомандирован к Временному люстрационному комитету (1847—1848).
В августе 1848 года он был произведён в действительные статские советники и вскоре назначен вице-губернатором Минской губернии. С апреля 1851 года по ноябрь 1857 года был вятским гражданским губернатором. При его деятельном участии в 1857 году в Вятке был открыт детский приют. Был уволен от службы по прошению 22 ноября 1857 года. Считается, что он был изображён в очерке М. Е. Салтыкова-Щедрина «Тяжелый год» в образе патриарха.
Выйдя окончательно в отставку, поселился с семьей в Санкт-Петербурге. Летнее время проводил в небольшом имении, в сельце Никольское Раненбургского уезда. Одновременно с заботой о собственной семье и престарелых родителях, он опекал осиротевших детей своего брата Петра.
Был награждён орденами Св. Владимира 4-й ст. (18.04.1842) и Св. Анны 3-й степени (1843), тремя бриллиантовыми перстнями, знаками за 15, 20 (22.08.1842) и 30 лет беспорочной службы. Ему было объявлено монаршее благоволение за полезное содействие, оказанное при открытии благородного пансиона при Рязанской гимназии.
Умер 5 (17) января 1875 года в Петербурге; был похоронен на кладбище Воскресенского Новодевичьего монастыря.

## Семья
Женился на дочери надворного советника Любови Андреевне Минх. Их дети:
- Николай (1832 или 1833 —20.10.1886)[1] — по окончании Императорского училища правоведения поступил на службу во 2-й департамент Сената; выйдя в отставку поселился во Франции, где в  1866 году купил имение Ле Шен Вер на правом берегу Роны, напротив Папского дворца. В том же году он женился на Марии Григорьевне Кологривовой (1842—1921), происходившей из семьи богатых калужских землевладельцев. Ещё прежде этого, он опубликовал в Париже два романа на французском языке: «Исповедь поэта» и «Светская дама». В дальнейшем продолжать писать (в том числе стихи) и переводить (с русского и провансальского языков); в частности он перевёл на французский язык «Сказку о мертвой царевне и семи богатырях», внеся свою лепту в распространение во Франции произведений Пушкина. Его жена перевела на провансальский язык «Демона» М. Ю. Лермонтова[2].
- Мария (1832—?), замужем за чиновником департамента внутренних сношений министерства иностранных дел М. Бурмейстером (1854)
- Любовь (1836—?)